# 古托
古托是德国梅克伦堡-前波莫瑞州的一个市镇。总面积23.43平方公里，总人口975人，其中男性485人，女性490人（2011年12月31日），人口密度42人/平方公里。